# Apeadeiro de Sobrado
O Apeadeiro de Sobrado foi uma interface da Linha do Algarve, que servia a zona do Sobrado, no concelho de Silves, em Portugal.

## História

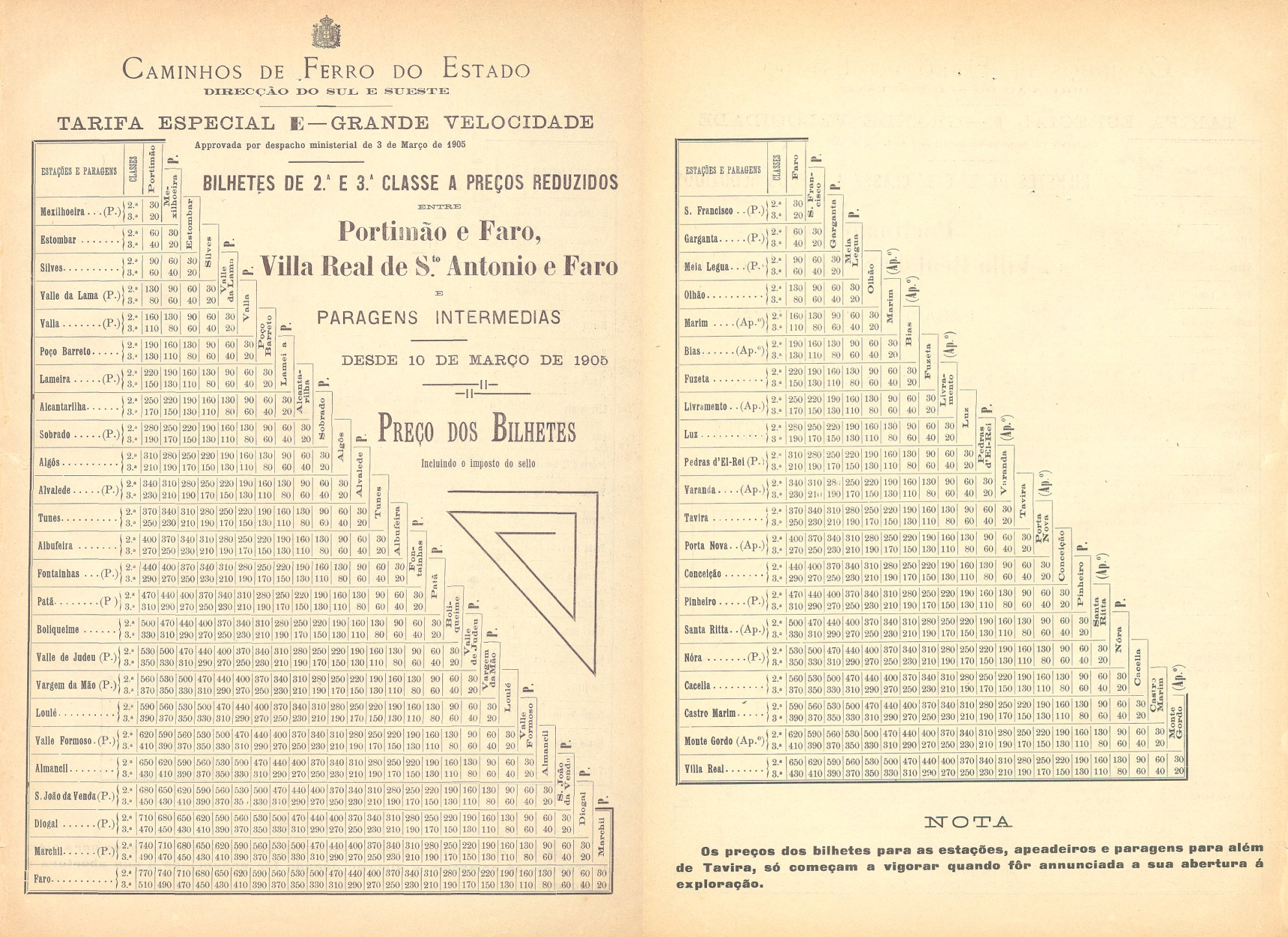
Anúncio de 1905, onde Sobrado aparece com a categoria de paragem.

Este apeadeiro encontrava-se no lanço entre Algoz e Poço Barreto do Ramal de Portimão, que entrou ao serviço em 19 de Março de 1900.
Em 1913, era servido por comboios trenvias. Em 1980, já não era utilizado por quaisquer comboios de passageiros.